# Stojanów (obwód lwowski)
Stojanów (ukr. Стоянів, Stojaniw) – wieś (dawniej miasteczko) na Ukrainie w obwodzie lwowskim, w rejonie czerwonogrodzkim. Liczy niecałe 3000 mieszkańców.
Znajduje tu się stacja kolejowa Stojanów, położona na linii Lwów – Kiwerce.

## Historia
Miasto królewskie lokowane w drugiej połowie XIV wieku położone było w XVI wieku w województwie bełskim. Miasto należało do starostwa niegrodowego sokalskiego w XVIII wieku.
W II Rzeczypospolitej Stojanów był siedzibą gminy wiejskiej Stojanów w powiecie radziechowskim w województwie tarnopolskim. W 1921 roku liczył 3129 mieszkańców.
We wsi znajduje się zabytkowy kościół rzymskokatolicki pw. Najświętszego Serca Jezusowego z 1901 autorstwa Teodora Talowskiego. W 2013 roku zakończyły się prace remontowo-konserwatorskie polegające na zmianie więźby i położeniu nowego pokrycia dachu kościoła. Prace w całości zostały sfinansowane z budżetu państwa polskiego; z funduszy Ministerstwa Kultury i Dziedzictwa Narodowego Rzeczypospolitej Polskiej.

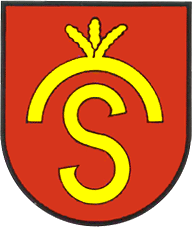
Herb z okresu I Rzeczypospolitej (z 1590)
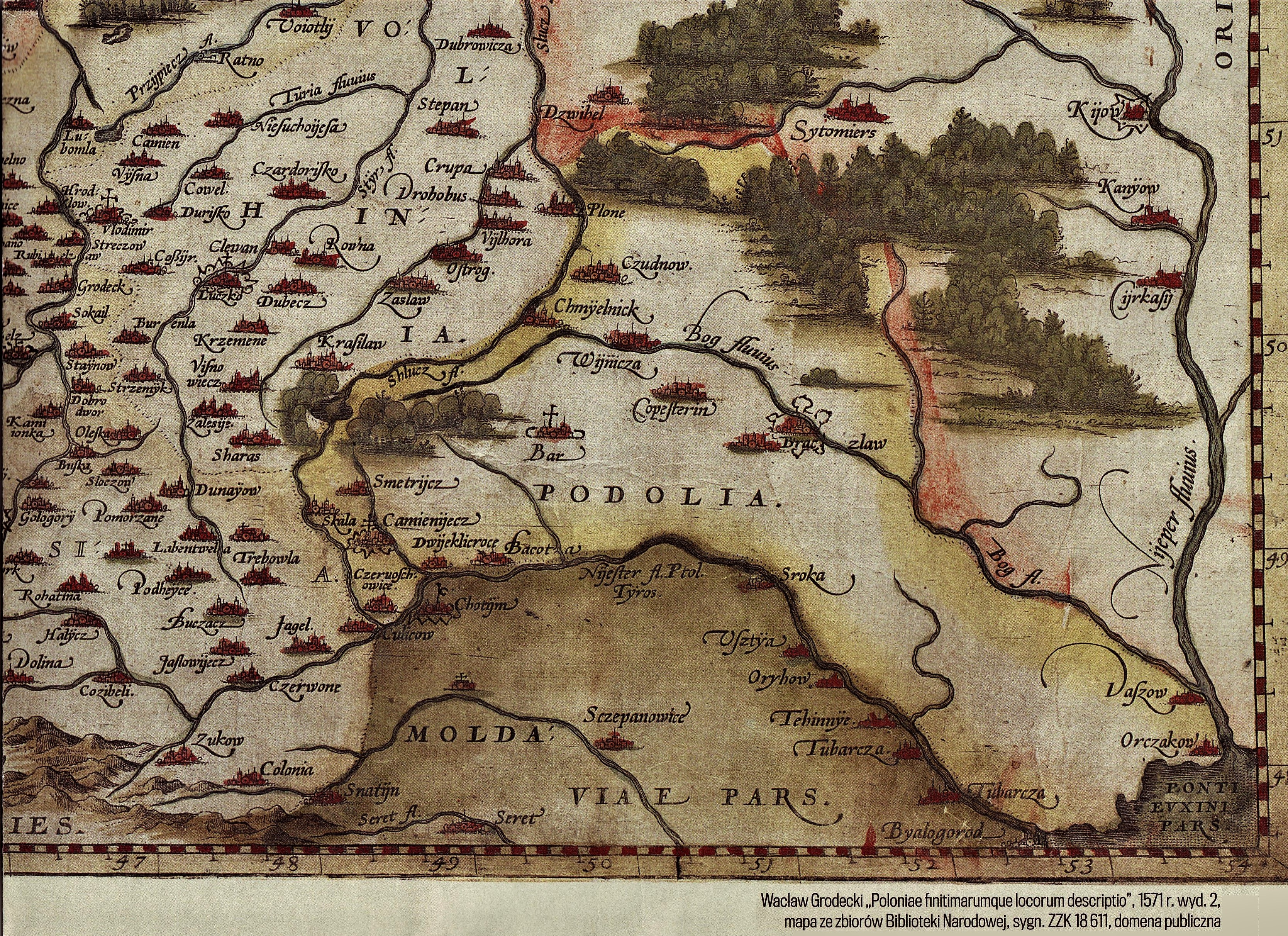
Wieś na mapie Wacława Grodeckiego, Poloniae finitimarumgue locarum descriptio